# Marigot (Haiti)
Marigot (Haitianisch-Kreolisch Marigo) ist eine Gemeinde im Süden Haitis etwa 24 km östlich von Jacmel an der Küste des Karibischen Meers.

## Lage und Beschreibung
Marigot ist eine der vier Gemeinden im Arrondissement Jacmel des Département Sud-Est.
Neben dem Zentrum der Gemeinde Ville de Marigot und dem Stadtviertel Quartier de Seguin bestehen fünf Gemeindebezirke:
1. Corail-Soult mit Anne, Bas Tessert, Bas Thomas, Bodary, Corail, Corail Tessert, Cotterelle, Dingou, L'anse Colin, La Roca, Madeleine, Masure, Model, Nan Coton und Pétavie,
2. Grande Rivière Fesles mit Belvo, Cacoupin, Ca Jacques, Ca Jason, Fond Bourgeois, L'avenir, Plabe, Rica und Terry,
3. Macary mit Bas Chauta, Berac, Bougeois, Ca Jacques, Cassé Dent, Duline, Fond En Ciel, Guillaume, Haut-de-Chateau, Jet d'Eau, La Courbas, Nan Carote, Platon Coinde, Platon de Cina, Rémy, Roche Plate, Ti Place, Toussaint und Zumy.,
4. Fond Jean-Noël mit Berry, Bois Debout, Bois Pin Jn Noel, Boulaille, Citoiline, Citron, Fond Sable, Grand Bois, Grande Savane, Gros Bois, Guédo, Jn Mevy, La Garde, Lamothe, Limoun, Lindor, Marché, Nan Citron, Nan Pavé, Nan Zap, Platon Blanc, Platon Fond Jn-Noël, Respect, Roche Cabrit und Vieux Cayes sowie
5. Savane du bois mit Belle Roche, Bordes, Bossiere, Ca Concite, Chemin Dieu Moun, Dépot, DesPlats, Diamond, Dingou, Germain, Grand Bois, Guillaumond, Nan Pourri, Pérédo, Pistache, Rodaille, Soufflé, Toumar, Voutoson und Zeb Fine.

Die Routes Départementales RD-101 und RD-402 führen durch die Gemeinde. Sie liegt am Ende des asphaltierten Abschnitts der RD-402. Danach sind die Straßen, die zu den Ortschaften des Bezirks Belle-Anse und zu den Höhen in Richtung der Stadt Kenscoff führen, bestenfalls schwierig, schlimmstenfalls unpassierbar. Dies erklärt, warum der Fischereihafen von Marigot heute ein wichtiger Küstenhafen für alle Ortschaften der Küste des weiter östlich gelegenen Belle-Anse geworden ist. Das Stadtgebiet von Marigot ist zu einer Relaisstadt zwischen den gut erschlossenen Küstenorten der Achse Jacmel-Marigot, dem ländlichen Hinterland der Ausläufer des Massif de la Selle und der Ostküste des Departements Sud-Est geworden.

## Geschichte
Der Bürger Pierre Maillard war 1817 der erste Vertreter der Gemeinde Marigot in der Abgeordnetenkammer der 1804 entstandenen Republik Haiti.
Im Jahr 1824 schickte Präsident Boyer eine große Anzahl schwarzer amerikanischer Einwanderer als Bauern nach Marigot.
Marigot erhielt durch Präsidialdekret vom 11. Juli 1843 den Status einer Gemeinde.
Im Jahr 1905 wurde die Stadt durch mysteriöse Brände fast vollständig zerstört.

## Partnerstädte
- Poitiers (Frankreich) und Marigot sind seit 2009 Partnerstädte.